# Катран (Запоріжжя)
Футбольний клуб «Катран» (Запоріжжя) або просто «Катран»  — український пляжний футбольний клуб з міста Запоріжжя.

## Історія
Футбольний клуб «Картан» заснований у Запоріжжі та представляв Добровільне спортивне товариство «Динамо». У 2005 році завоював бронзові медалі Вищої ліги чемпіонату України з пляжного футболу. Багаторазовий чемпіон Запоріжжя

## Досягнення
- Вища ліга чемпіонату України
  -  Бронзовий призер (1): 2005